# Sala IV na Wawelu
IV sala zbrojowni Zamku Królewskiego na Wawelu nakryta jest sklepieniem kolebkowym z lunetami. Utworzono ją z dwóch renesansowych wnętrz. Prowadzi z niej przejście do sieni przy schodach Poselskich. Zgromadzono tu głównie broń palną i miotającą.

## Ekspozycja

### Ściana Północna
Na lewo od wejścia umieszczono różne okazy broni palnej z XVI i XVII w., muszkiety i strzelby zachodnioeuropejskie, niektóre o kolbach pokrytych dekoracją trawioną, rytowaną i rzeźbioną, a także inkrustowaną złotem i srebrem. Znajdują się tu również dwa mieczyki myśliwskie z pistoletami (1550 i 1668) oraz toporek z pistoletem (wyrób cieszyński z końca XVII w.).
Na prawo od wejścia znajdują się pistolety niemieckie, włoskie, hiszpańskie i francuskie o zamkach kołowych (XVI w.) i skałkowych (XVII - XVIII w.): kawaleryjskie, pojedynkowe, kieszonkowe. Wśród nich okazy z dwiema lufami (niemieckie z XVI w. i dwa francuskie z w. XVIII oraz wiedeński pistolet - wiatrówka systemu Girardoniego z XVIII w.).

### Ściana Wschodnia
Przy tej ścianie umieszczono: XVII w. strzelby polskie i niemieckie z zamkami kołowymi w typie tzw. cieszynek, XVIII-wieczne strzelby z zamkami skałkowymi włoskie i polskie (niektóre z kolekcji Radziwiłłów w Nieświeżu), a także prochownice włoskie niemieckie, hiszpańskie i wschodnie z XVI - XVIII w. (na jednej z nich sygnatura malarza sycylijskiego Simone Pirra).

### Ściana Południowa
Zgromadzono przy niej strzelby myśliwskie, garłacze i arkebuzy (zachodnioeuropejskie i wschodnie), o zamkach kołowych i skałkowych. Umieszczona jest również strzelba sardyńska z ok. 1700 r., cała obita blachą.

### Ściana Zachodnia
Przy niej mieści się zestaw kusz myśliwskich z XVI - XVIII w., głównie niemieckich, m.in. o naciągach typu niemieckiego (lewar) i angielskiego (wielokrążek). Znajduje się wśród nich kusza z r. 1725, z herbem Ciołek rodziny Poniatowskich (należąca prawdopodobnie do podkomorzego koronnego Kazimierza Poniatowskiego - brata króla Stanisława Augusta Poniatowskiego).